# Вулиця Єрошенка (Львів)
Ву́лиця Єроше́нка — вулиця у Шевченківського району міста Львова, місцевість Клепарів. Сполучає від вулиці Шевченка та Джерельну, утворюючи перехрестя у вулицями Клепарівською, Бальзака, Варшавською та Липинського. Прилучається вулиця Золота. 
На ділянці між вулицями вулицями Джерельною та Клепарівською, вулиця Єрошенка проходить при залізничній лінії станція Львів — станція Підзамче. Також вулиця безпосередньо межує з Янівським цвинтарем. Вулиця Єрошенка та Янівський цвинтар фіксують південну сторону лісопарку Кортумова гора. Частину вулиці від перетину із Золотою до перехрестя з Клепарівською проклали у повоєнний час.

## Історія
- Від 1892 року мала назву Пилихівська[5], бо виходила на Пилихівські ґрунти.
- Під час німецької окупації — Черникґассе, на честь командира сотні, хорунжого Українських Січових Стрільців, учасника Української революції 1917—1921 років Федора Черника.
- У липні 1944 року повернена передвоєнна назва — Пилихівська.
- Від 1963 року — вулиця Пелехатого, на честь радянського письменника та журналіста Кузьми Пелехатого.
- Сучасна назва від 1992 року, на честь українського письменника, поета і фольклориста Василя Єрошенка.

24 серпня 1855 року на колишніх Пилихівських ґрунтах (нині район вул. Єрошенка) відкрили Новий єврейський цвинтар. 1875 року єврейська громада вибрукувала вулицю Пилихівську, що вела до цвинтаря від вул. Янівської. 1890 року єврейська громада купила у графа Станіслава Скарбека земельну ділянку («ґрунт») для розширення некрополя. Того ж року архітектор Альфред Каменобродський виконав проєкт мурованої огорожі, яка мала оточити цвинтар з боку нинішньої вул. Єрошенка. 4 травня 1930 року цвинтар ще розширився, а 1934 року архітектор Норберт Ґлятштайн виконав проєкт огородження цвинтаря.

## Забудова
В архітектурному ансамблі вулиці Єрошенка переважають класицизм, сецесія, промислова забудова.
№ 2, 4, 6 — житлові будинки, збудовані у 1960—1970-х роках для працівників Львівської залізниці. Ухвалою № 59 ЛМР від 26 вересня 2002 року будинки прийняті від дистанції цивільних споруд на ст. Львів Львівської залізниці у власність територіальної громади міста Львова. У будинку № 2 міститься міні-відділення міжнародного поштово-логістичного оператора — компанії «Міст Експрес».
№ 3 — триповерховий житловий будинок. Тут за Польщі містився каменярсько-різьбярська майстерня Якуба Біхсбаума.
№ 13 — триповерховий сучасний готель «Етна».
№ 14 — за Польщі тут була майстерня Ґерша Крона з виготовлення та склад надгробків, за радянських часів тут містилася будівельна група Львівського обласного гуртово-роздрібного плодоовочевого торгу (до 1982 року — Львівський гуртово-роздрібний плодоовочевий комбінат «Главплодоовочторг»). Нині тут розташований односекційний багатоповерховий будинок з вбудованими офісними приміщеннями. Деякі з приміщень орендують лабораторно-діагностичний центр «Меділайн» та медичний центр «Ехомед».
№ 16 — двоповерховий будинок, в якому міститься Львівська міська державна дільнична ветеринарна лікарня № 1. У давнішому будинку, що стояв на цьому місці, у міжвоєнний період містилася майстерня Л. Манделя. 
№ 17а — АЗС «Укрнафта».
№ 19 — гаражно-будівельний кооператив «Сокіл».
№ 20 — дев'ятиповерховий житловий будинок. За радянських часів — студентський гуртожиток Вищого професійного училища № 29. У липні 2012 року рішенням виконавчого комітету ЛМР колишній гуртожиток переданий навчальним закладом у комунальну власність міста Львова. Від радянських часів й до 2015 року на першому поверсі будинку містився дільничний пункт Шевченківського районного відділу УМВСУ у Львівській області.
№ 24 — за Польщі тут була каменярсько-різьбярська майстерня Мауриція Тура.
№ 28 — школа верхової їзди «Темпо».
№ 34 — спортивна база «Львівський стрілецький стенд Школи вищої спортивної майстерності» та комунальний заклад Львівської обласної ради «Львівський обласний центр олімпійської підготовки зі стрільби стендової».

## Некрополі
На вулиці Єрошенка поблизу в'їзду до гаражно-будівельного кооперативу «Сокіл» стоїть фігура Божої Матері та високий хрест, що нагадують про давній Клепарівський цвинтар, який був на цьому місці до 1960-х років.
При вулиці Єрошенка знаходиться спільне поховання в'язнів Янівського концтабору — поле № 1 Янівського цвинтаря.
У 1875 році на кошти Львівської єврейської громади кругляком був викладений хідник на вул. Пилихівській, що сполучав вулицю Янівську (нинішня Шевченка) з єврейським цвинтарем. У 1890 році за проєктом архітектора Альфреда Каменобродського з боку вулиці Пилихівської спорудили кам'яний мур у неоромантичному стилі, фрагмент якого зберігся. Після першої світової війни і листопадових подій 1918 року єврейська громада Львова встановила жертвам тих подій величний пам'ятник, масивні руїни якого можна було бачити ще у 1950-х роках. Меморіал єврейським воїнам, що загинули у 1914—1918 роках складався з 15-ти рядів і в кожному з них було 23 поховання. Останні дані про купівлю додаткових земельних ділянок для розширення єврейських цвинтарів на вулиці Піліховського і на Знесінні датуються 1929 роком.